# Kōsuke Matsuda
Kōsuke Matsuda (japanisch 松田 康佑 Matsuda Kōsuke; * 26. September 1986 in der Präfektur Tokio) ist ein ehemaliger japanischer Fußballspieler.

## Karriere
Matsuda erlernte das Fußballspielen in der Schulmannschaft der Ueda Nishi High School und der Universitätsmannschaft der Toin University of Yokohama. Seinen ersten Vertrag unterschrieb er 2009 bei YSCC Yokohama. Am Ende der Saison 2011 stieg der Verein in die Japan Football League auf. Am Ende der Saison 2013 stieg der Verein in die J3 League auf. Ende 2017 beendete er seine Karriere als Fußballspieler.